# Seleucus II Callinicus
Seleucus II (tussen 265 en 260 - 225 v.Chr./225 v.Chr.), bijgenaamd Callinicus (d.i. "een mooie overwinning behalend"), was koning van het hellenistische Seleucidenrijk (Syrië) van juli 246 tot aan zijn dood.
Hij was de oudste zoon van Antiochus II en diens eerste echtgenote Laodice, en beklom de troon in 246. Tijdens zijn regering gingen voor het Seleucidenrijk aanzienlijke gebiedsdelen verloren: in het oosten maakten de satrapieën Parthië (onder Arsaces I) en Bactrië zich los, terwijl in Klein-Azië het koninkrijk Pergamon tot stand kwam en zich uitbreidde tot aan de Taurus.
Ook in een oorlog tegen Ptolemaeus III van Egypte gingen gebieden in Klein-Azië verloren: zelfs Seleucia Pieria, de havenstad van Antiochië, werd door Ptolemaeus bezet en bleef daarna gedurende 25 jaar in Egyptische handen. Alsof dat nog niet genoeg was profiteerde Seleucus' jongere broer Antiochus Hiërax van diens langdurige veldtochten om zichzelf als autonoom heerser in Klein-Azië te gedragen, hierbij gesteund door zijn moeder. Antiochus bracht zijn broer in 239 v.Chr. nabij Ancyra een zware nederlaag toe, en kon pas tussen 236 en 228 geleidelijk bedwongen worden, en dan nog door Attalus I van Pergamon.
Seleucus II had twee zonen, zijn opvolgers Seleucus III en Antiochus III, en twee dochters. Hij overleed in 225 als gevolg van een val van zijn paard.

## Antieke bronnen
- Appianus, XI 66.
- BCHP (= I. Finkel - R.J. van der Spek, Babylonian Chronicles of the Hellenistic Period.) 10, 11. (Engelse vertalingen)
- Flavius Josephus, Contra Apionem I 206-207.
- Iunianus Iustinus, Epitome XXVII 1-3.
- OGIS 54 (Engelse vertaling).
- Polyaenus, Stratagemata IV 17.